# Bobadilla
Bobadilla is een gemeente in de Spaanse provincie en regio La Rioja met een oppervlakte van 4,66 km². Bobadilla telt 116 inwoners (1 januari 2016).

## Demografische ontwikkeling
Bron: INE, 1857-2011: volkstellingen

## Foto's

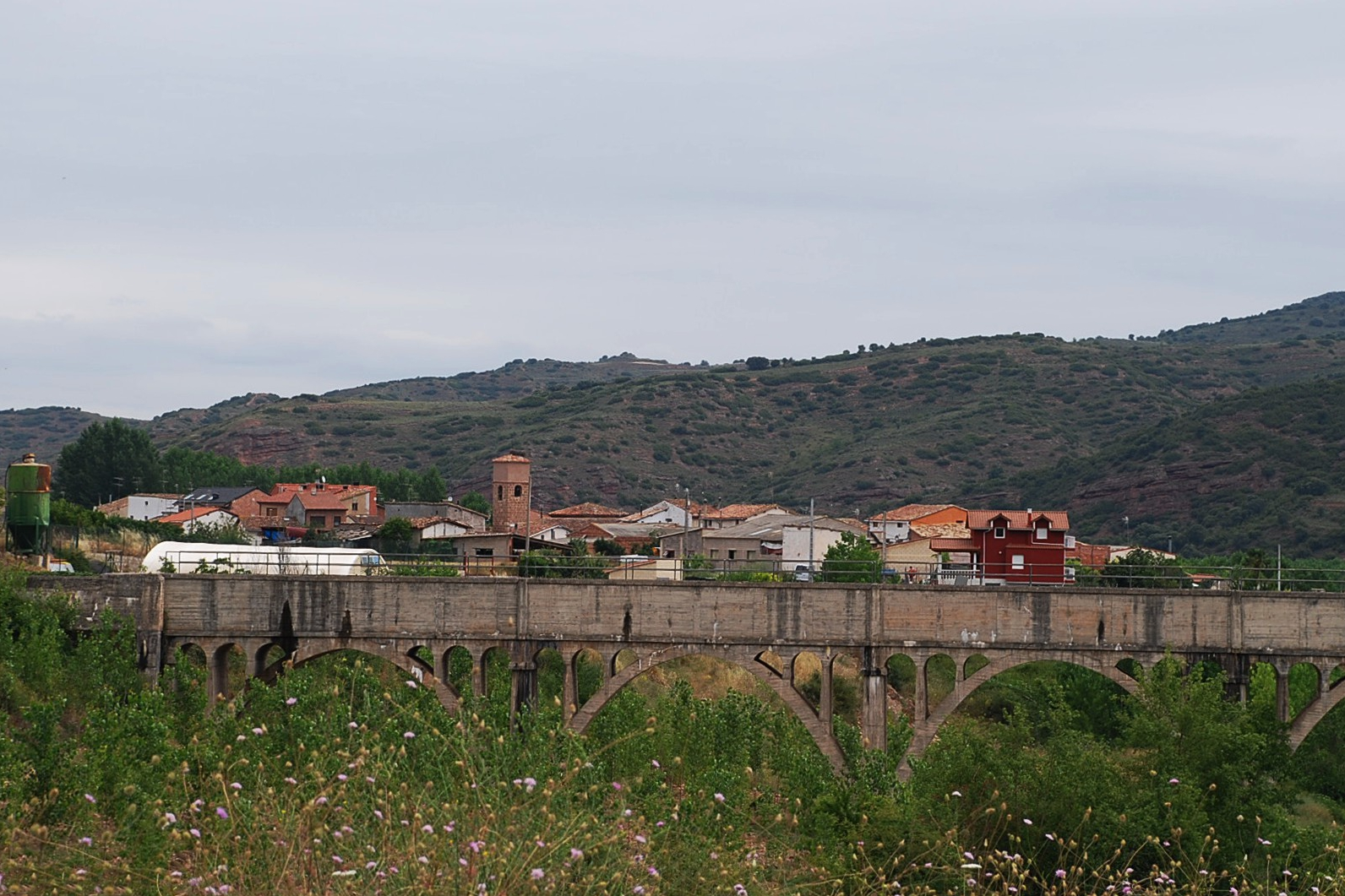
Bobadilla
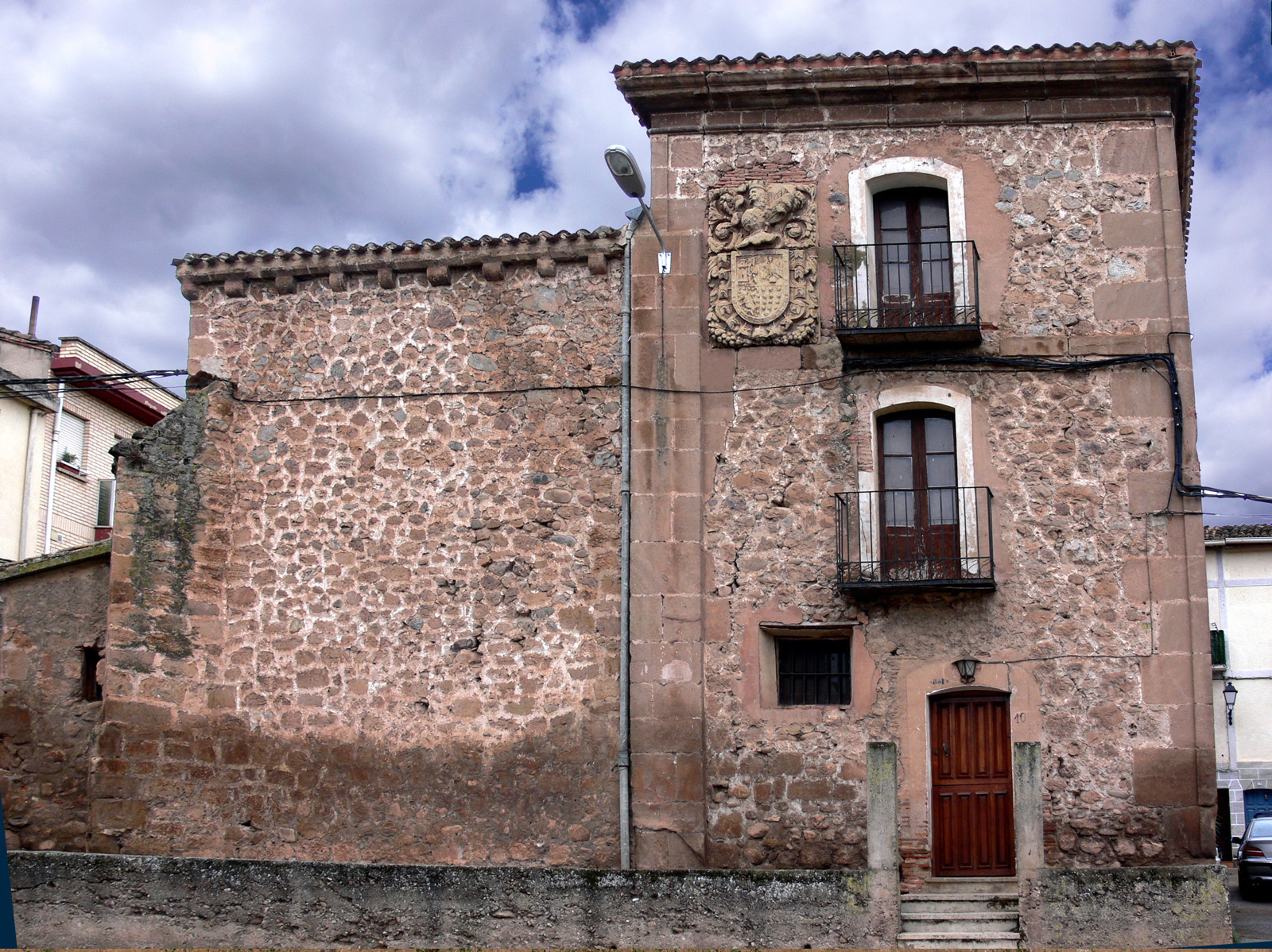
Paleis van de Graaf van Avellanosa